# Gare d'Épinal
La gare d'Épinal est une gare ferroviaire française des lignes : de Blainville - Damelevières à Lure, d'Épinal à Bussang et de Neufchâteau à Épinal. Elle est située à proximité du centre de la ville d'Épinal, préfecture du département des Vosges, en région Grand Est.
Elle est mise en service en 1857, par la Compagnie des chemins de fer de l'Est. L'arrivée du TGV, en 2007, met Paris à 2 h 20 d'Épinal.
C'est une gare de la Société nationale des chemins de fer français (SNCF), desservie par le TGV Est et des trains TER Grand Est. C'est également une gare Fret SNCF.

## Situation ferroviaire
Gare de bifurcation, elle est située au point kilométrique (PK) 50,961 de la ligne de Blainville - Damelevières à Lure, entre les gares ouvertes de Thaon et de Xertigny (s'intercalait la gare fermée de Dounoux) et au PK 126,8 de la ligne de Neufchâteau à Épinal partiellement déclassée. Elle est aussi l'origine de la ligne d'Épinal à Bussang, avant la gare ouverte d'Arches (s'intercale la halte fermée de Dinozé) ; cette ligne est déclassée après la gare de Remiremont.

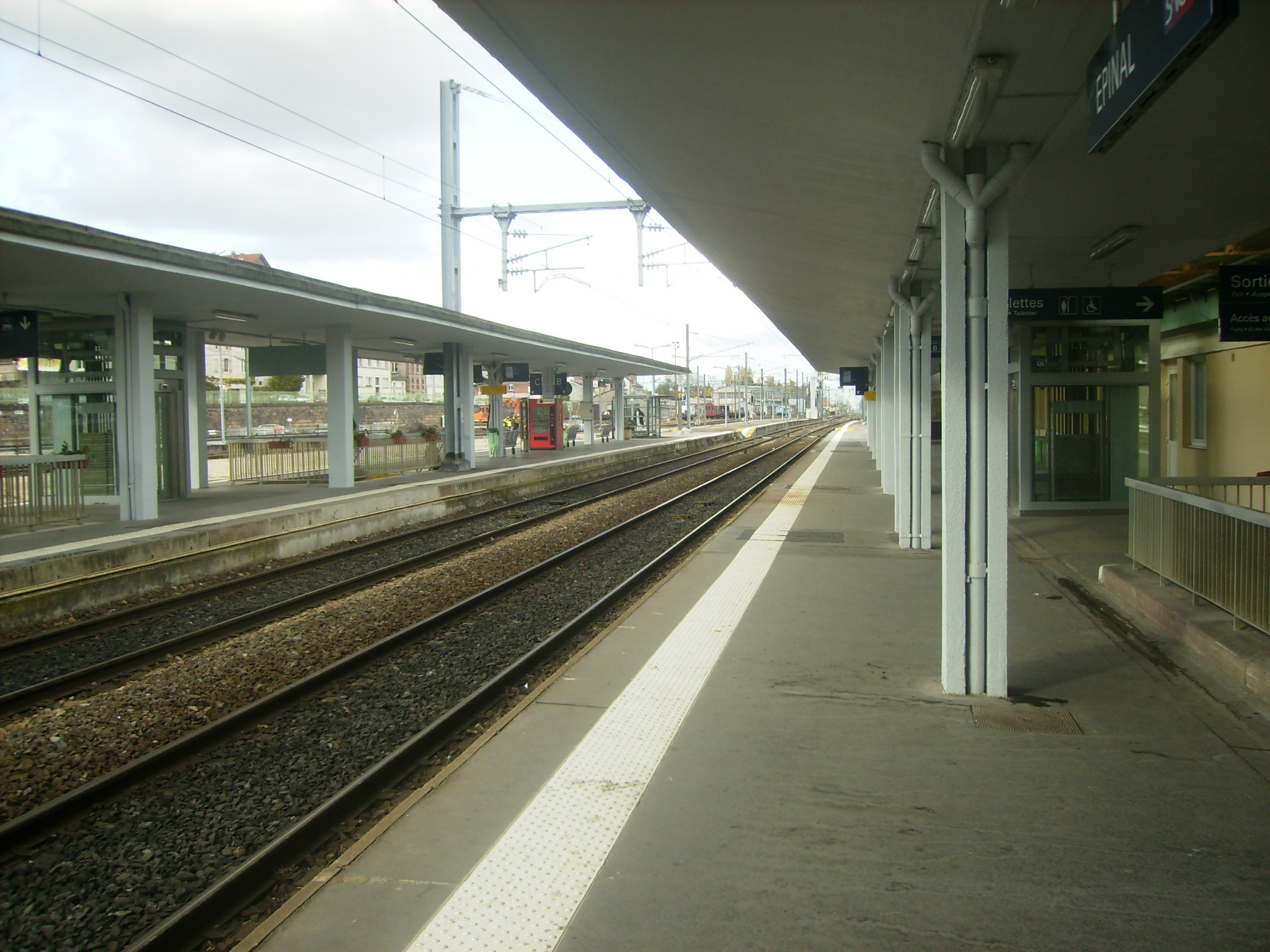
Intérieur de la gare.

Elle est édifiée à 341 mètres d'altitude.

## Histoire
La desserte d'Épinal par le chemin de fer est décidée par le décret impérial du 17 août 1853 qui attribue la concession de la ligne de chemin de fer de Paris à Mulhouse à la Compagnie du chemin de fer de Paris à Strasbourg. Cette ligne comprend un embranchement de Nancy à Gray, le décret précise son passage par les villes d'Épinal et de Vesoul.

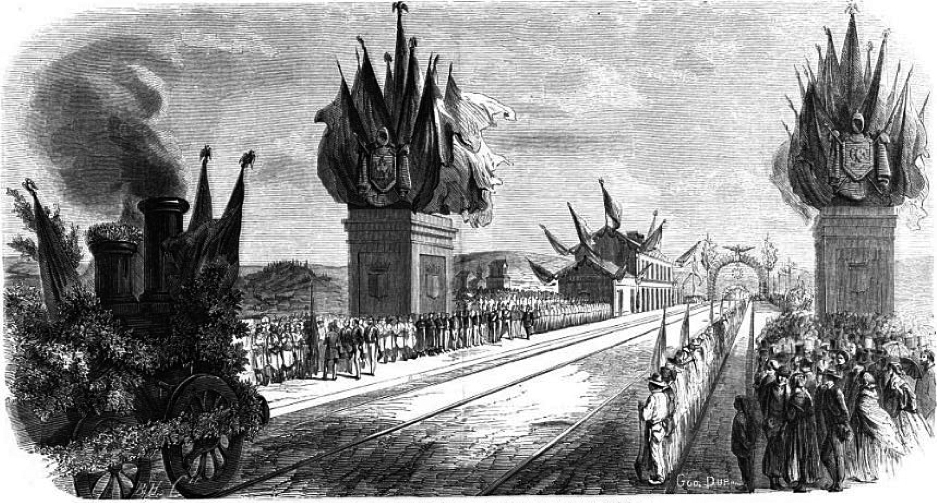
Arrivée de l'Empereur à la gare du chemin de fer d'Épinal le 28 juin 1857.

La « station d'Épinal » est mise en service le 24 juin 1857 par la Compagnie des chemins de fer de l'Est, qui a pris la suite de la compagnie concessionnaire, lorsqu'elle ouvre à l'exploitation le tronçon de Blainville à Épinal. Lors de cette ouverture, le bâtiment voyageurs et les installations de la station sont opérationnels. Elle est inaugurée avec la ligne par l'Empereur Napoléon III.

« Je vous envoie un dessin de la gare du chemin de fer d'Épinal à Nancy, représentant l'espace d'inauguration improvisé pour l'arrivée de l'Empereur se rendant à Plombières, improvisée, dis-je, car les travaux ne seront terminés que dans une quinzaine de jours. La scène était vraiment intéressante : les ouvriers du chemin de fer avaient tiré bon parti de la circonstance ; ils avaient élevé, entre autres décorations, un arc de triomphe colossal composé avec des brouettes dont les roues formaient le cintre, et dont les bras s'élevaient en l'air ; le tout était couronné d'une aigle immense produisant un effet très original. Une immense quantité d'outils de toute espèce avait été disposée en trophées variés ; et les ouvriers eux-mêmes, appuyés sur leurs pelles, leurs pioches, formaient deux haies qui s'étendaient jusqu'à un kilomètre en avant de la gare, et que continuaient les chevaux attelés à leurs tombereaux. La gare d'Épinal est pratiquée sur un plateau dominant la ville qui en cache une partie ; mais l'ancien château et les côtes à pic, couvertes de verdure et de nombreux jardins en gradins qui entourent la cité, en rendent les environs très pittoresques.
L'Empereur est arrivé à trois heures de l'après-midi par un soleil ardent ; après avoir considéré tous ces ouvriers avec leurs figures brûlées et leurs costumes débraillés, il leur a fait distribuer une somme de 1 200 francs. Inutile de vous dire que la gare était décorée de force drapeaux et emblèmes : feuillages et sapins, estrades couvertes de ... et de fleurs, mais surtout émaillées d'une foule de fonctionnaires de tous grades dans leurs plus brillants costumes ; puis les officiers de la garnison, le conseil municipal et les pompiers, etc., etc. L'Empereur est reparti le même jour pour Plombières, où il est arrivé dans la soirée.
Je vous envoie ces détails pour servir de préface aux travaux importants dont l'exécution a été commencée à Plombières, et dont quelques détails photographiés ont dû vous être envoyés pour être publié dans votre intéressant recueil. Recevez, etc. »

— Charles Pinot, L'Illustration, 28 juin 1857
Elle est le terminus de l'embranchement jusqu'à l'ouverture de la section d'Épinal à Aillevillers le 24 septembre 1863.
En 1866 le train régulier le plus rapide met Paris à 9 h 45 d'Épinal pour : 47,80 fr en première classe, 35 fr en seconde classe et 26,30 fr en troisième classe.

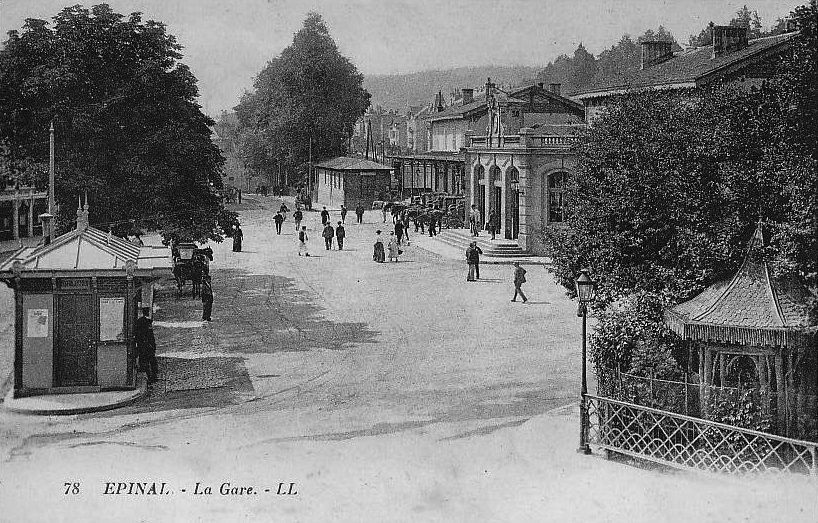
Place et gare, vers 1900.
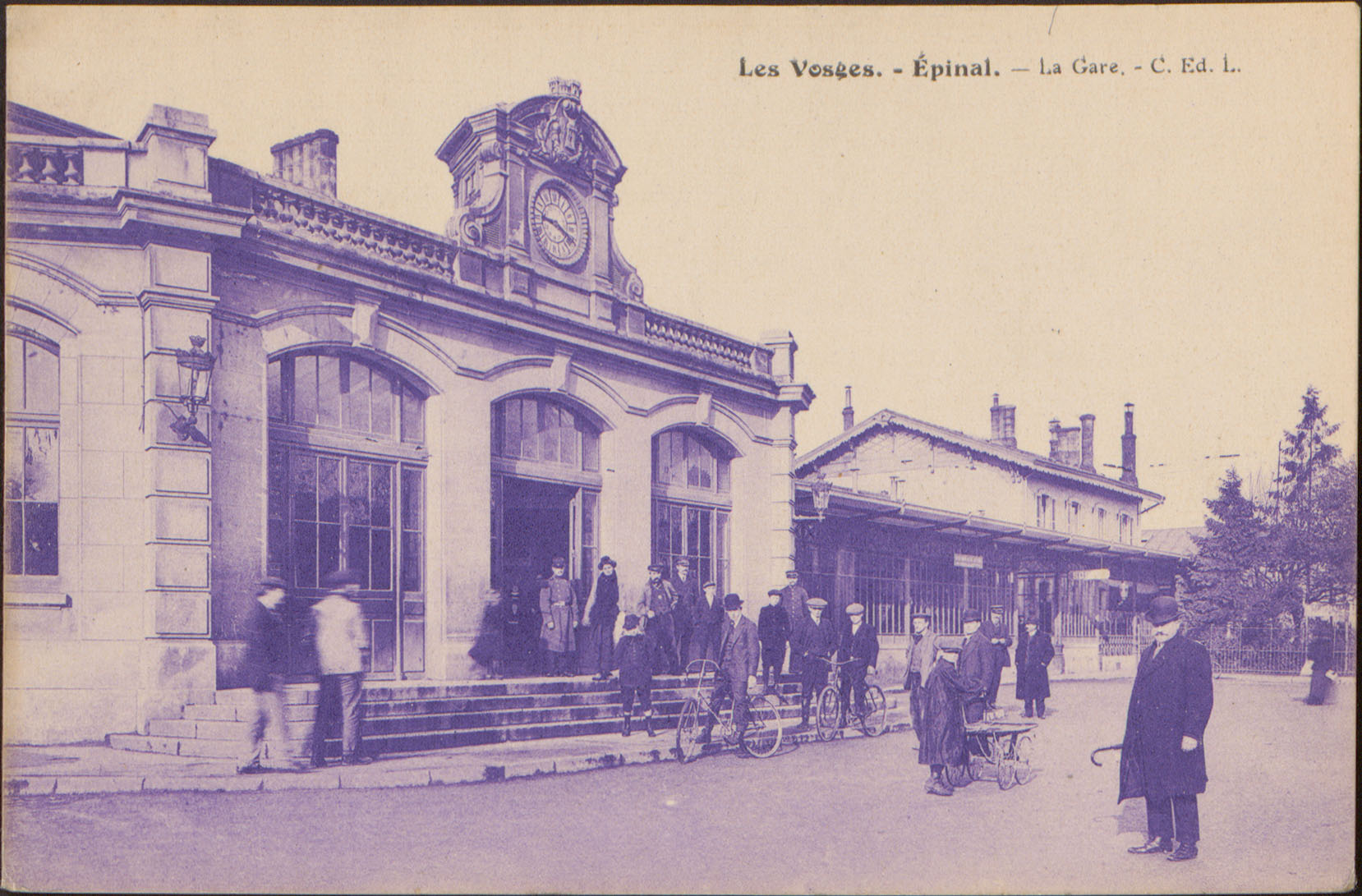
Bâtiment voyageurs, vers 1900.
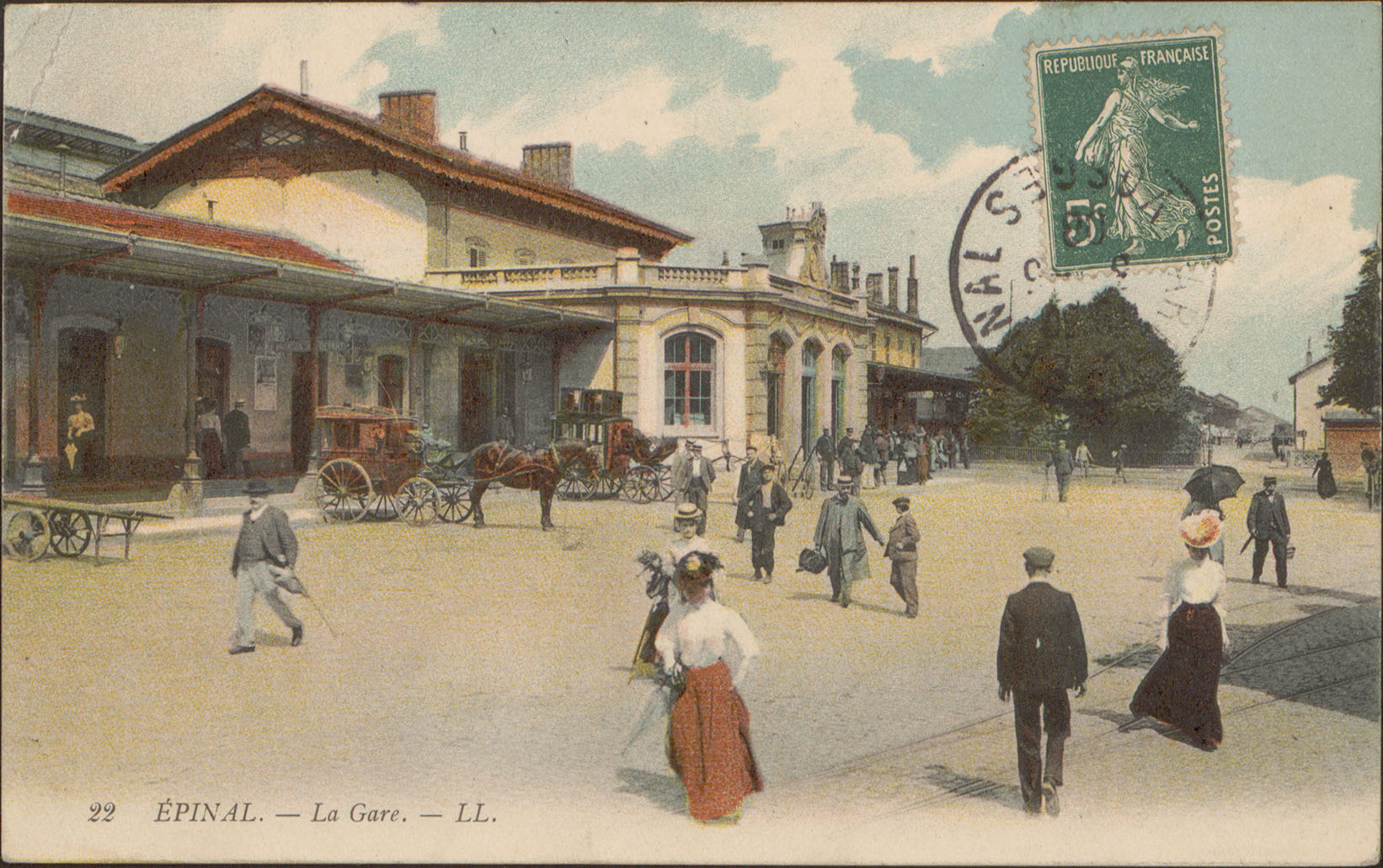
Bâtiment voyageurs, entre 1906 et 1914.
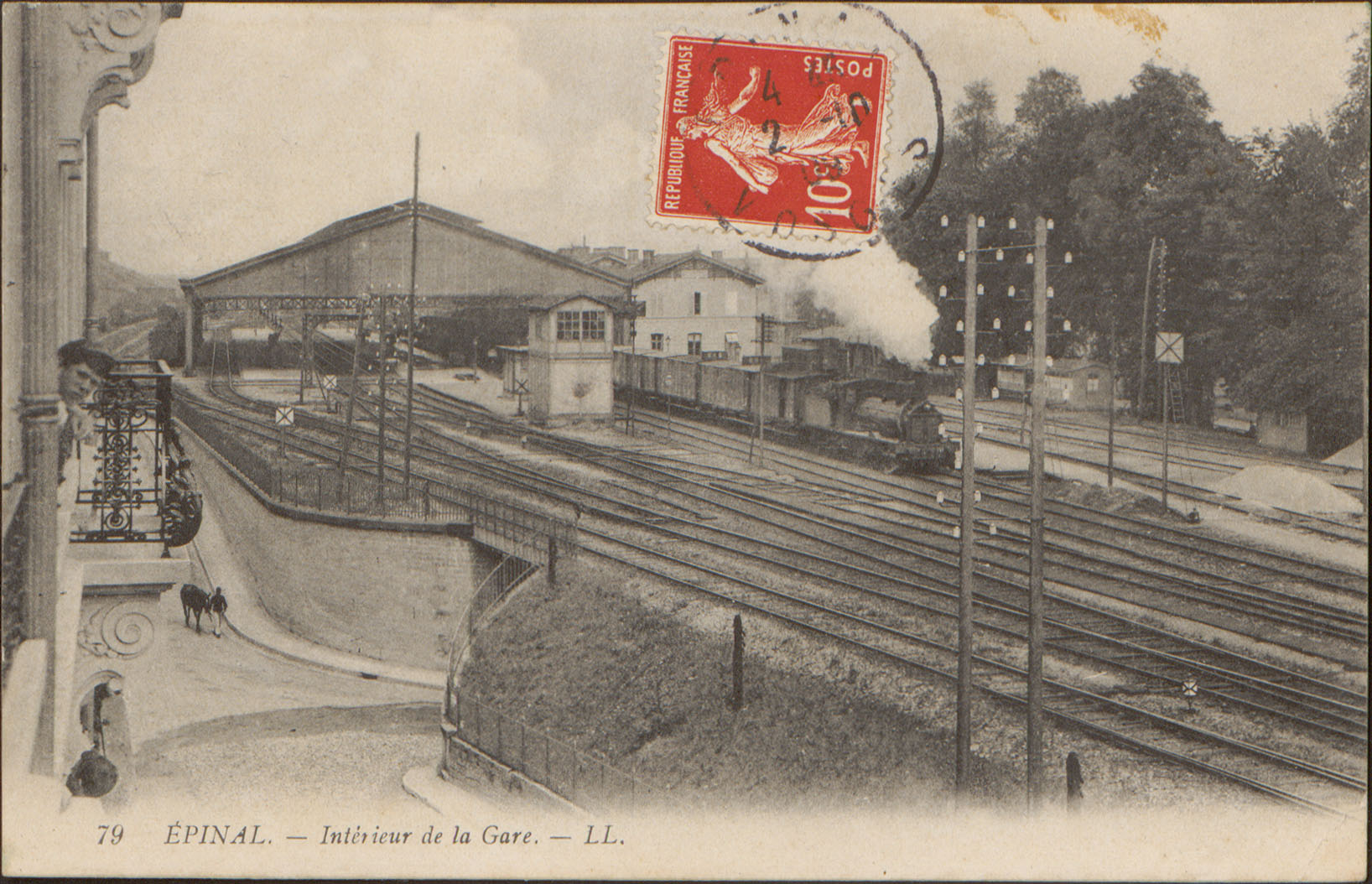
Intérieur de la gare.
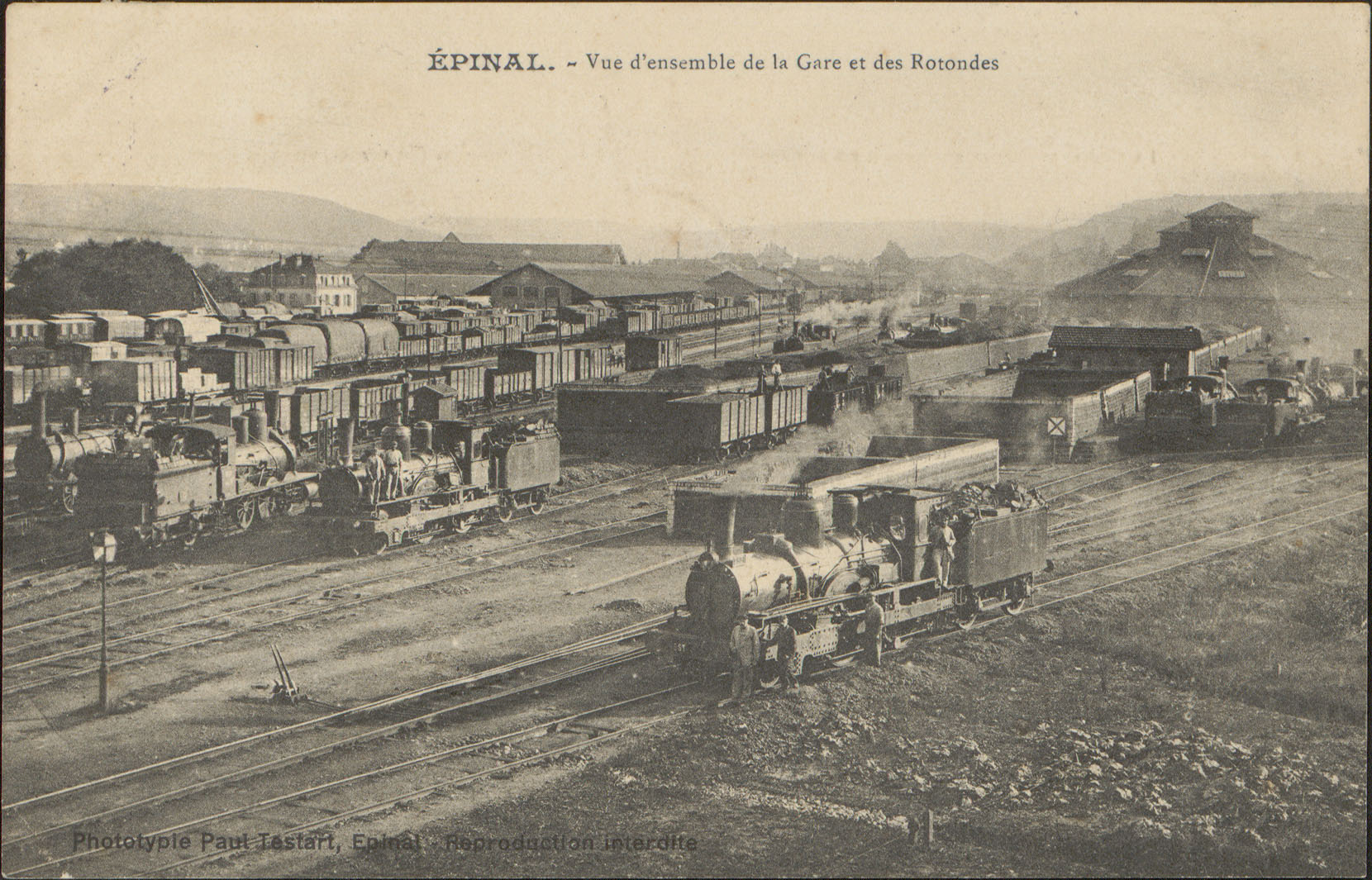
La gare et les rotondes,vue d'ensemble.

La gare est desservie par le Tramway d'Épinal du 17 février 1906, ouverture de la ligne de la gare ferroviaire à Poissompré, au mois d'août 1914 qui marque la suspension du service du fait du début de la Première Guerre mondiale.

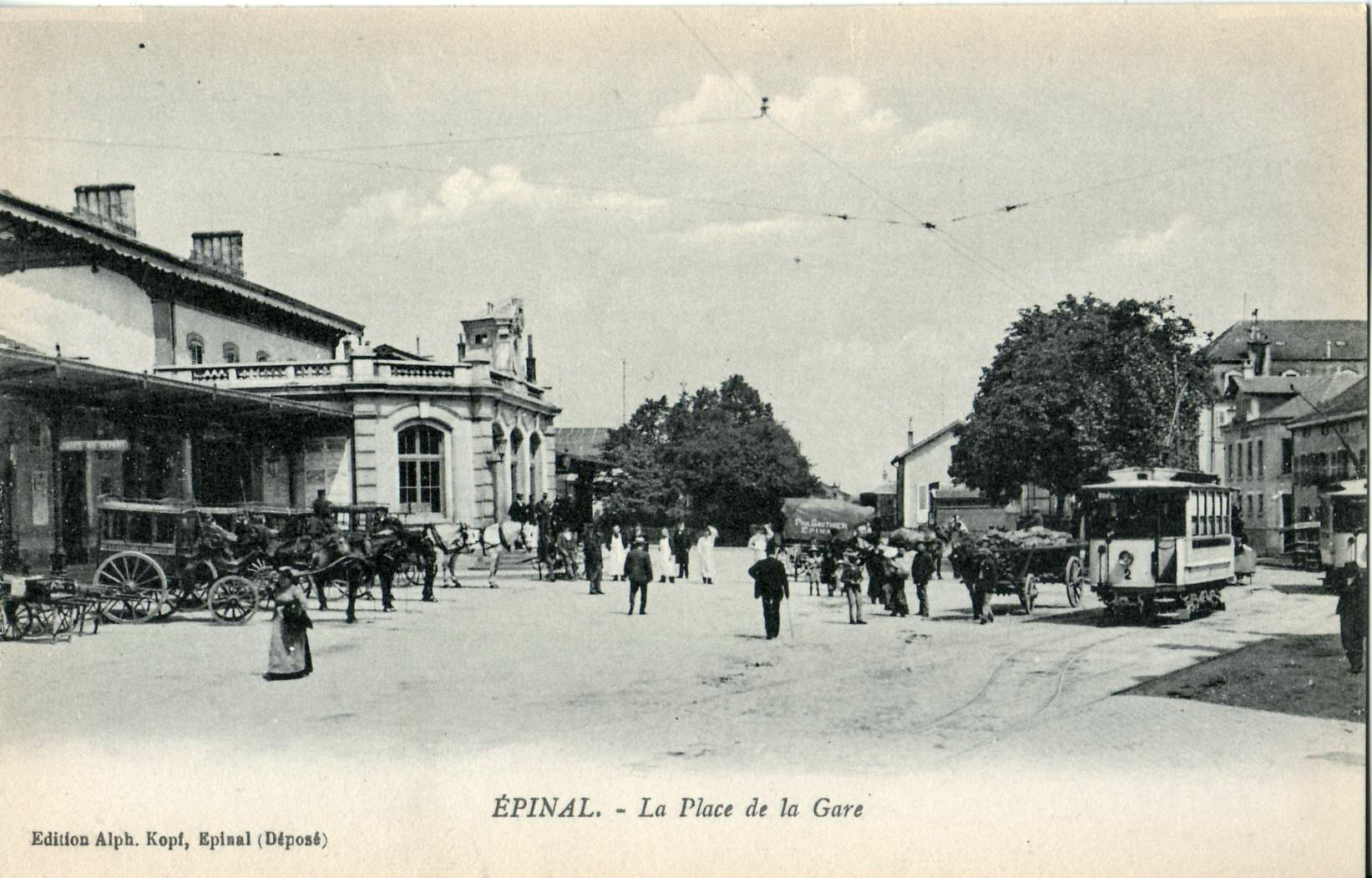
Le tramway sur la place de la gare, vers 1910.
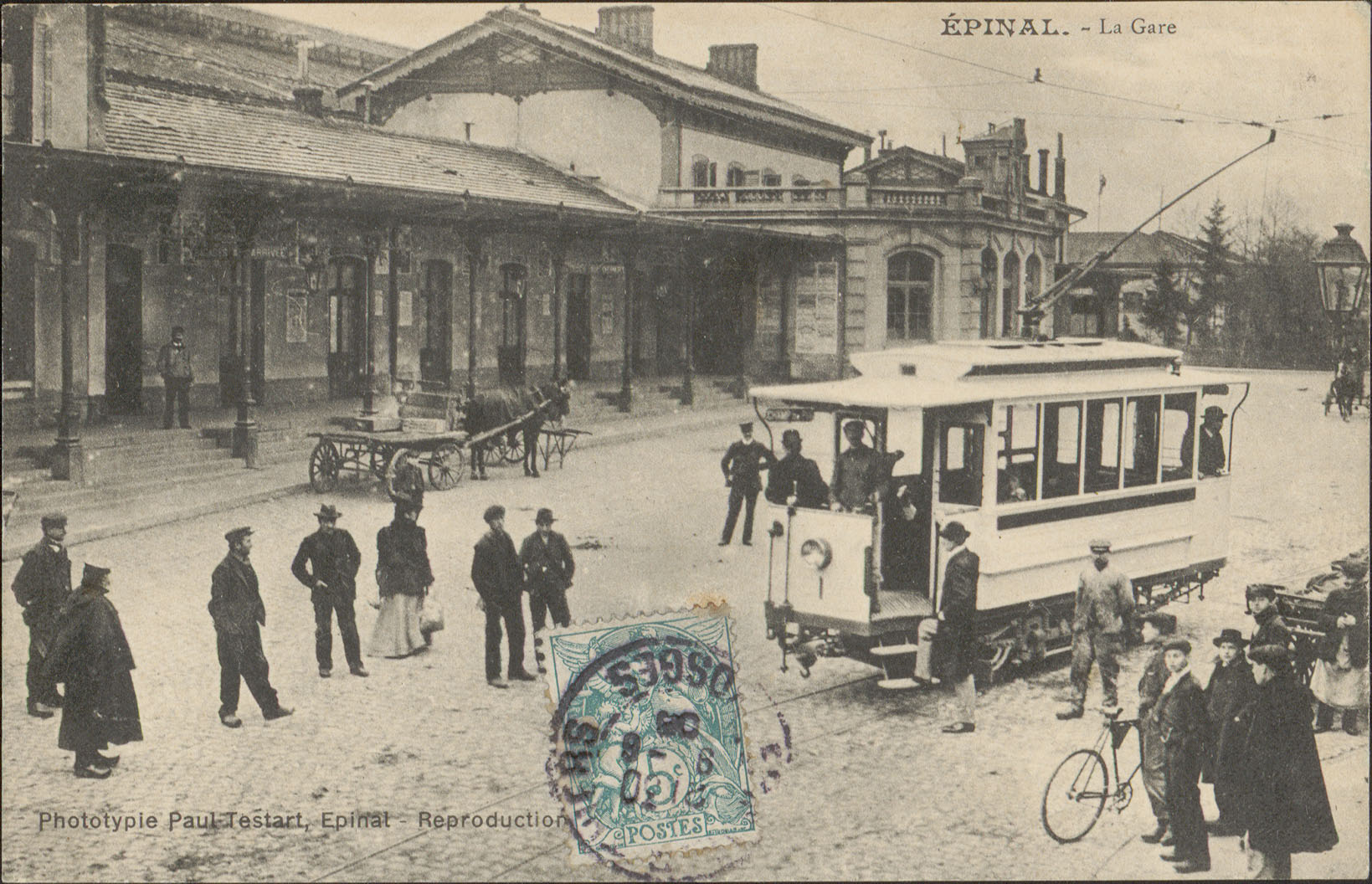
.

Lors de la Libération d’Épinal, en raison de l'importance de son dépôt de matériel et du grand nombre des locomotives qui y sont stationnées, la gare d’Épinal est un objectif privilégié des bombardements alliés. Le 11 mai 1944, le dépôt de chemin de fer et la gare de triage sont pris une première fois pour cible par la 8ème US Air force mais les bombardiers B-17 n'atteignent qu'imparfaitement leur but et la circulation ferroviaire est rétablie dès le lendemain matin. Le 23 mai 1944, une seconde vague de bombardements est effectuée  et cette fois la gare est intégralement détruite.

La gare après les bombardements de 1944
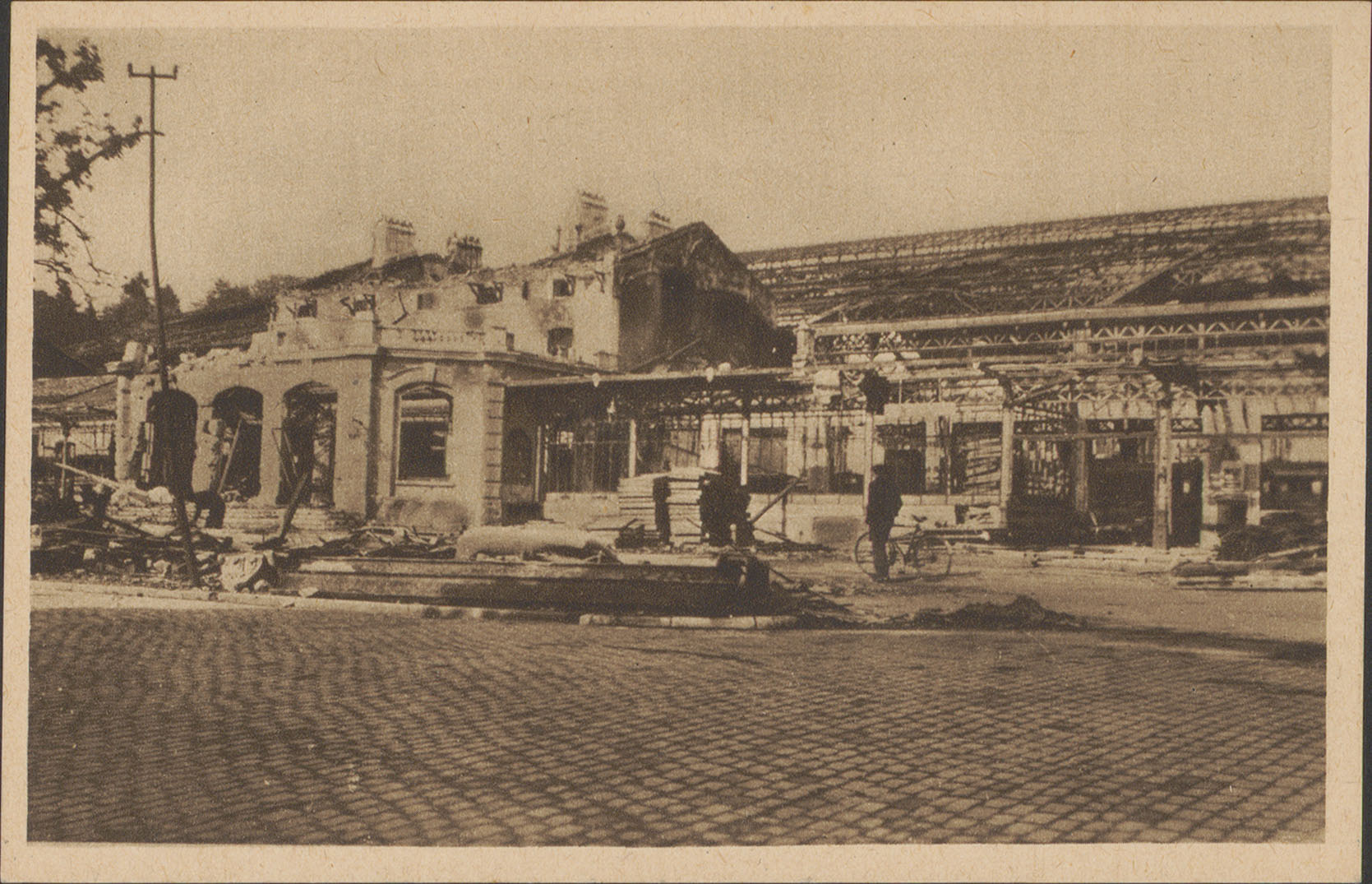
.
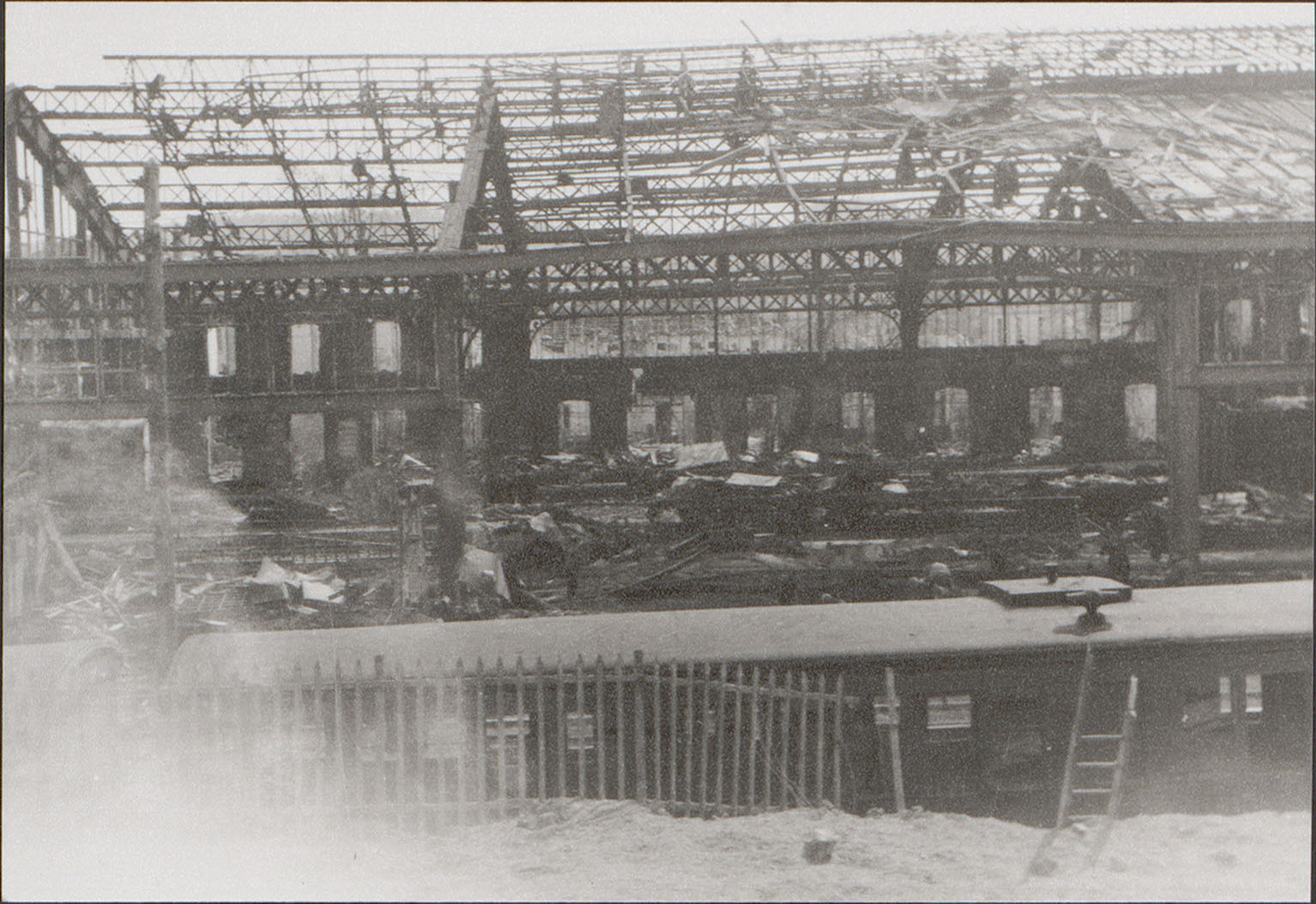
.
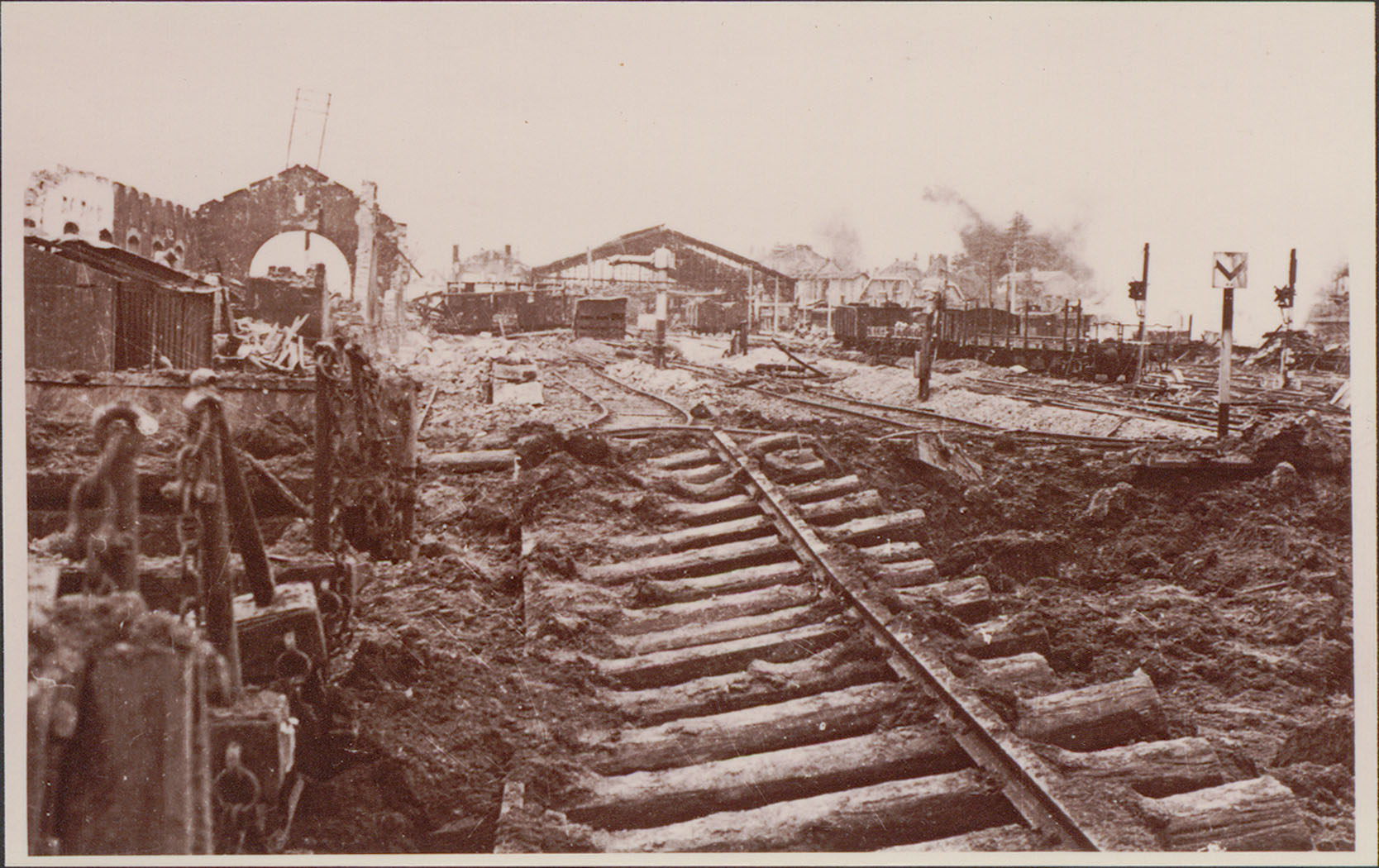
.

Le bâtiment actuel a été inauguré le 24 juin 1956, remplaçant l'ancienne gare détruite pendant la Seconde Guerre mondiale.
Le TGV Sud-Est n°90 est baptisée du nom de la ville d'Épinal depuis le 20 juin 1987.
Cent cinquante ans après l'ouverture de la première gare, le TGV arrive en gare le 10 juin 2007 à l'occasion de l'ouverture commerciale du TGV Est. Ce TGV est arrivé à 9h28 et est reparti à 9h31. Il était en provenance de Remiremont et à destination de Paris Est. À cette occasion, la gare a été entièrement rénovée et modernisée. La gare qui disposait auparavant de 5 voies à quai, ne dispose actuellement que de 3 voies à quai : quai 1 (V.A) long de 323 m, quai 2/C (V.B) 342 m et quai 2/C (V.C) 341 m. Le plan des voies a été également revu, avec une suppression de poste d'aiguillage au profit d'un PIPC.
En 2008, la gare routière, située à côté de la gare ferroviaire, a été entièrement refaite.
La ligne de Saint-Dié à Épinal est fermée en décembre 2018, en raison d'un manque d'entretien ; elle est néanmoins rouverte en décembre 2021, après des travaux de rénovation.

## Fréquentation
De 2015 à 2024, selon les estimations de la SNCF, la fréquentation annuelle de la gare s'élève aux nombres indiqués dans le tableau ci-dessous.
| Année                      | 2015      | 2016      | 2017      | 2018      | 2019      | 2020      | 2021      | 2022      | 2023      | 2024      |
| -------------------------- | --------- | --------- | --------- | --------- | --------- | --------- | --------- | --------- | --------- | --------- |
| Voyageurs                  | 1 143 705 | 1 081 484 | 1 105 348 | 1 013 669 | 1 117 071 | 809 109   | 1 015 500 | 1 377 994 | 1 497 345 | 1 389 102 |
| Voyageurs et non voyageurs | 1 429 632 | 1 351 856 | 1 381 686 | 1 267 087 | 1 396 339 | 1 011 386 | 1 269 375 | 1 722 493 | 1 871 681 | 1 736 377 |

## Service des voyageurs

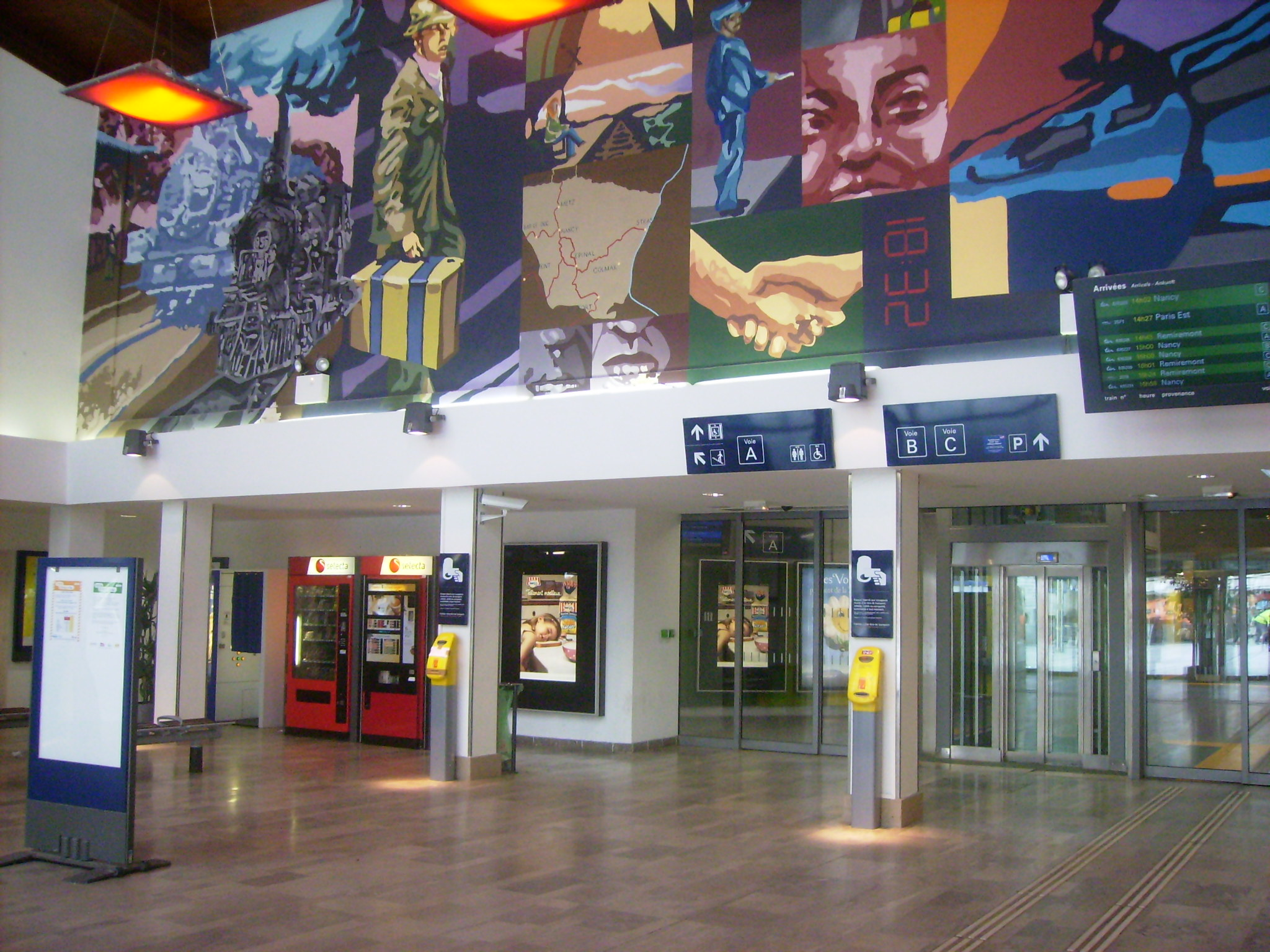
Hall et accès aux quais.

### Accueil
Gare SNCF, elle dispose d'un bâtiment voyageurs, avec guichet, ouvert tous les jours. Elle est notamment équipée d'automates pour l'achat de titres de transport. C'est une gare « Accès TER Lorraine METROLOR » qui dispose d'aménagements, équipements et services pour les personnes à la mobilité réduite.
Un souterrain (avec ascenseurs) permet la traversée des voies et le passage d'un quai à l'autre.

### Desserte
Épinal est desservie par des TGV Est et des trains TER Grand Est.
La desserte TGV est de deux aller-retour quotidiens de rames qui circulent entre les gares de Paris-Est et de Remiremont, via Nancy-Ville.
La desserte TER Grand Est est assurée par des trains qui effectuent des missions sur plusieurs lignes commerciales, entre les gares de : Nancy-Ville, ou Metz-Ville, et Remiremont ; Nancy-Ville et Épinal ; Épinal et Saint-Dié-des-Vosges, ou Strasbourg-Ville ; Épinal et Belfort.

### Intermodalité
Un parking est aménagé à ses abords. La gare routière, située à côté, permet des correspondances avec les bus ou cars de réseaux locaux : bus urbains Imagine (Lignes 1, 2, 3, 4, 5, 6 et 7) ; cars interurbains : TER Grand Est (lignes : Neufchâteau à Épinal et Épinal à Saint-Dié-des-Vosges), Connex Vosges (lignes 1, 2, 3, 4, 5, 6, 7/8, 9, 29 et 43) ; Voyages Marcot (lignes 54, 77 et 90) et Transports Piot (lignes A et G).

## Service des marchandises
La gare d'Épinal est ouverte aux trains de marchandises par Fret SNCF.

## Galerie de photographies

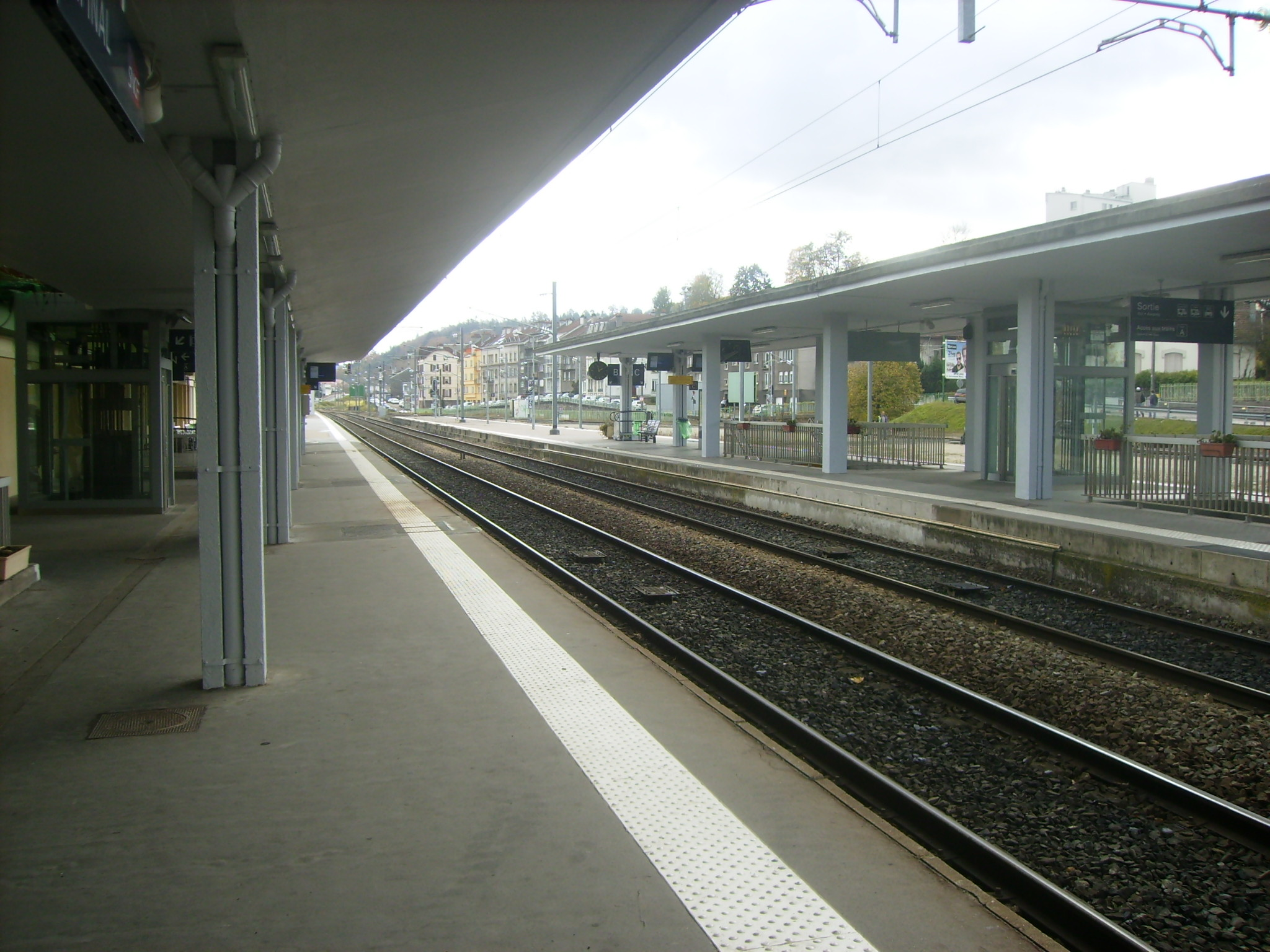
Voies et quais (2007).
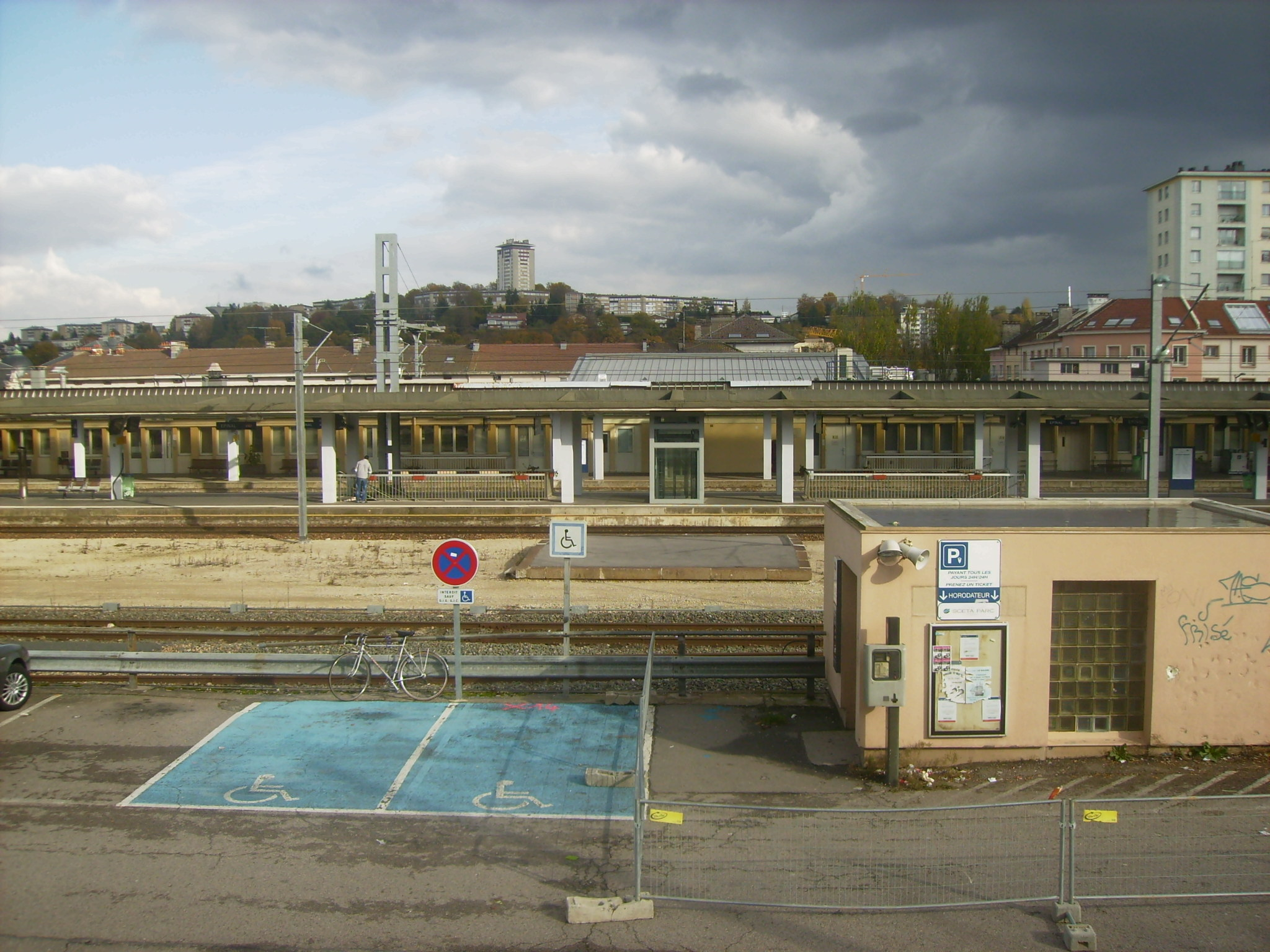
Vue des voies (2007).
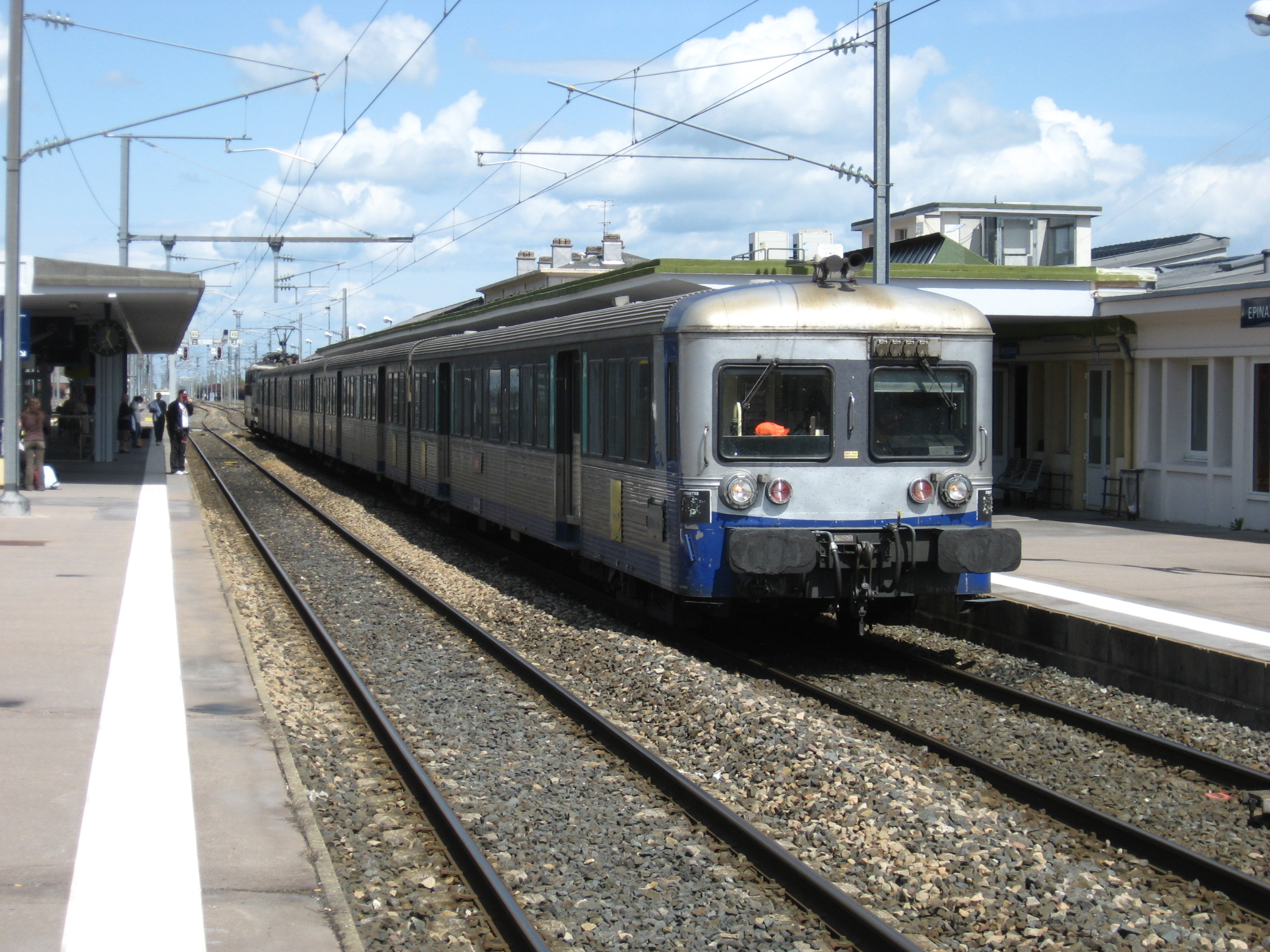
Desserte (2008).